# Хуан дель Енсіна

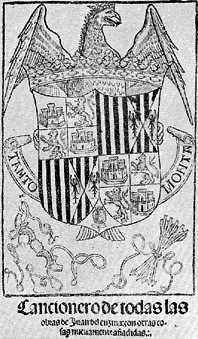
Титульний лист зібрання творів Хуана дель Енсіно, 1496

Хуа́н дель Енсі́на (12 липня 1468 — 1533) — іспанський поет, композитор, основоположник іспанської драми Відродження (Дійство про бійку, Еклога про карнавал).

## Біографія
Хуан дель Фермолесье народився в родині шевця і був одним з мінімум сімох дітей. Приблизно в 1492 році він закінчив Університет Саламанки і тоді ж став членом свити дона Фадріке де Толедо, другого герцога Альби (за іншими джерелами, він став працювати на нього тільки в 1495 році), розважаючи свого покровителя поемами і драмами, першої найвідомішою з яких стала  Triunfo de la fama, написана в ознаменування падіння Гранади. Працював же Енсіна на початку 1490-х років капеланом в кафедральному соборі Саламанки і саме тут змінив своє ім'я на Енсіна. Незабаром він був змушений піти з церковної служби, оскільки не був висвячений в сан священика.
У 1496 році він видав своє зібрання пісень і віршів, драматичних і ліричних віршів. Продовжував працювати для Альби; тематикою його творів найчастіше ставали пасторальні мотиви і нерозділене кохання. Через кілька років він відвідав Рим в пошуках просування по службі, де, ймовірно, працював у музичних закладах ряду дворян і кардиналів, поки не привернув увагу тата Олександра VI своїми здібностями до музики, отримавши призначення хормейстером. Приблизно 1518 року Енсіна здійснив паломництво в Єрусалим, де відслужив свою першу месу. З 1509 року його отримав посаду  каноніка в  Малазі; в 1519 році він був призначений пріором Леона, де помер в 1529 або 1530 рр.
63 п'єси Енсіно різних світських жанрів (вильянсико, романс, кансона, варіації на  фолію) увійшли в знаменитий  Палацовий пісняр (Cancionero de Palacio).

## Вибрані твори
- Triunfo de la fama (1492)
- Cancionero (1496)
- Tan buen ganadico (1496)
- Más vale trocar (1496)
- Plácida y Victoriano (1513)
- Églogas